# Mingerode
Mingerode ist ein nordwestlich gelegener Ortsteil der Stadt Duderstadt im Landkreis Göttingen in Niedersachsen und liegt an der Bundesstraße 247 zwischen Obernfeld und Duderstadt (Kernstadt), knapp drei Kilometer nordnordwestlich des Duderstädter Stadtzentrums inmitten der Goldenen Mark. Der zum Untereichsfeld gehörende Ort wurde am 1. Januar 1973 eingemeindet und hat über 1.300 Einwohner.
Nachbarorte sind Breitenberg, Duderstadt (Kernstadt), Obernfeld und Westerode.

## Geographie
Nördlich des Sulbergs gelegen, fließt durch Mingerode die Hahle, ein Nebenfluss der Rhume. Die Feldflur erstreckt sich im Osten von der Hämelei bis zum Loh im Westen und im Süden zum nördlichen Fuße des Sulberges. Im Norden bildet der Bach Betzelföhre (laut preußischer Landesvermessung: Betzelföhrbeeke) eine natürliche Gemarkungsgrenze, welche insgesamt eine Fläche von 6,83 km² einnimmt. Des Weiteren durchquert ein nicht stetiger Rinnsal namens Flöte den Ort beim Sportplatz. Die Lage der Quelle der Flöte ist nicht abschließend geklärt.

## Geschichte
Mingerode wurde in einer undatierten Urkunde der Äbtissin Agnes II. von Quedlinburg (1184–1203) erstmals als „Munningeroth“ erwähnt. Dies geschah im Rahmen der Rückerwerbung von Agnes II. um verlorengegange Besitzungen die sich, unter anderem in Munningeroth, befanden.
Im Jahr 1261 wird der wohl aus Mingerode stammende Plebanus Bertoldus de Munningerode, im Zusammenhang mit der Beilegung eines Streites zwischen Ludwig und Hermann de Rostorf und dem Kloster Beuren, erwähnt.
Seitdem im 15. Jahrhundert Hans von Minnigerode das Dorf an den Rat der Stadt Duderstadt verkauft hatte, bildete Mingerode ab etwa 1430 eines von elf Ratsdörfern Duderstadts. In der Folgezeit kam es oftmals zu Streitigkeiten zwischen Mingerode und dem Rat der Stadt Duderstadt. So stritt man über „angemessene“ und „unangemessene“ Hand- und Spanndienste, die der damalige Bürgermeister Barckefeldt in seiner Chronik von 1683 als Kleinod der Stadt bezeichnete, sowie über Hutrechte Duderstadts in der Gemarkung Mingerode. Dabei wurde diese Auseinandersetzung sogar vor Gericht ausgetragen. Zum Eklat kam es im Jahr 1730, als von den Ackerleuten und Hintersassen gefordert wurde, ein neues „Gericht“ auf dem Sulberg, zu erbauen. Trotz hoher Geldstrafen und dem Freiheitsentzug von 41 Männern beharrten sie zunächst auf ihrer Meinung. Erst nach einer sechstägigen Haft lenkten sie im Streit ein und gelobten, den Galgen künftig wieder aufzustellen.
Gegen Ende des Dreißigjährigen Krieges erlitt Mingerode verheerende Verwüstungen, als Herzog Christian von Braunschweig kriegerische Überfalle auf den Ort vornahm. 1646 waren von 37 Häusern noch 10 bewohnbar, große Teile der Ackerflächen überzogen sich mit Buschwerk und kein Pferd war mehr im Ort anzutreffen.
Zur Mitte des 16. Jahrhunderts verlor die Kirchengemeinde die Pfarrstelle und wurde der Filialgemeinde der Pfarrei Obernfeld angeschlossen. Diese Verbindung dauerte bis ins Jahr 1923 an. Ab dem 1. Januar 1924 nahm ein Pfarrvikar seinen Dienst in Mingerode auf und seit 1966 bildet der Ort wieder eine selbständige Pfarrgemeinde.
In den Jahren 1954 und 1955 kam es im Ort zu einer Serie von Bränden. Fünf Scheunen, sowie auf drei Höfen sogar die Stallungen, wurden Opfer der Flammen. Die vermutete Brandstiftung konnte bislang nicht nachgewiesen werden, wobei es durch Verdächtigungen im Ort selbst, zu heftigen Unruhen kam. Im Jahr 1994 schloss man das Dorferneuerungsprogramm ab, in dessen Rahmen die Lindenallee, die Bundesstraße und der Dorfplatz neu gestaltet werden konnten.
In wirtschaftlicher Hinsicht war Mingerode bis in das 19. Jahrhundert vorwiegend landwirtschaftlich geprägt. Erst 1851 begann der Fabrikant Franz Adolf Möller, mit Hilfe von Wasserkraft, Flanellwaren anzufertigen. Seine Fabrik brannte jedoch im Jahre 1885 völlig nieder. 1908 errichtete die Firma Engelhardt und Biermann eine Zigarettenfabrik, die rund 60 Personen aus Mingerode und Obernfeld, bis 1958 ein bescheidenes Einkommen bot. Als letzte Dorfmühle des Untereichsfelds stellte die Mühle Wüstefeld im Herbst 1985 ihren Mahlbetrieb ein.

## Politik

### Ortsrat
Der Ortsrat setzt sich aus elf Ratsfrauen und Ratsherren zusammen.
- CDU: 5 Sitze
- Unabhängige Wählerliste Mingerode: 4 Sitze
- FDP: 1 Sitz
- SPD: 1 Sitz

(Stand: Kommunalwahlen in Niedersachsen 2021)
Bürgermeister ist Joachim Vetter (SPD).

### Wappen
Das Wappen wurde am 5. Dezember 1950 genehmigt.

## Bauwerke

### Katholische Kirche St. Andreas

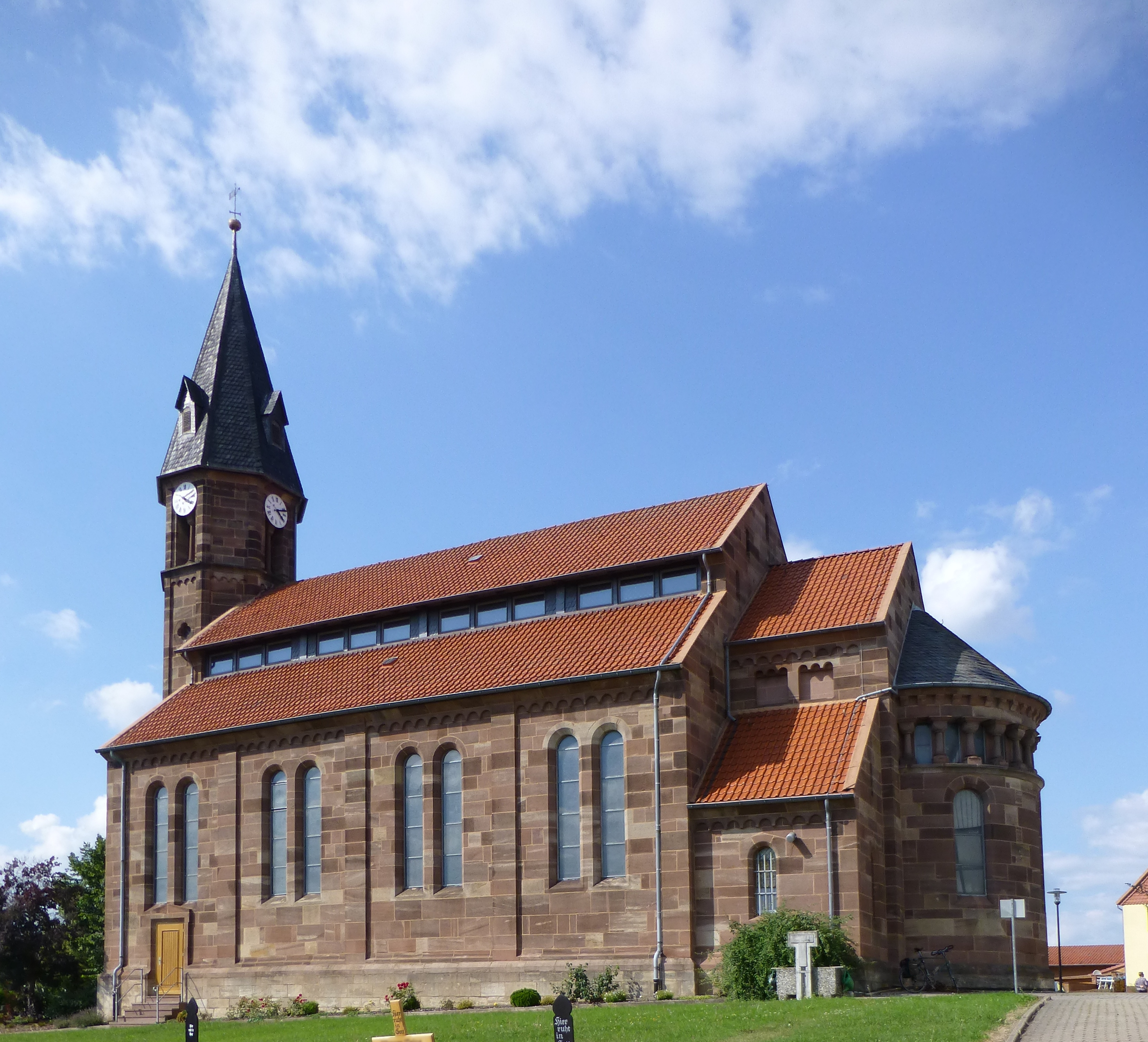
Kirche St. Andreas

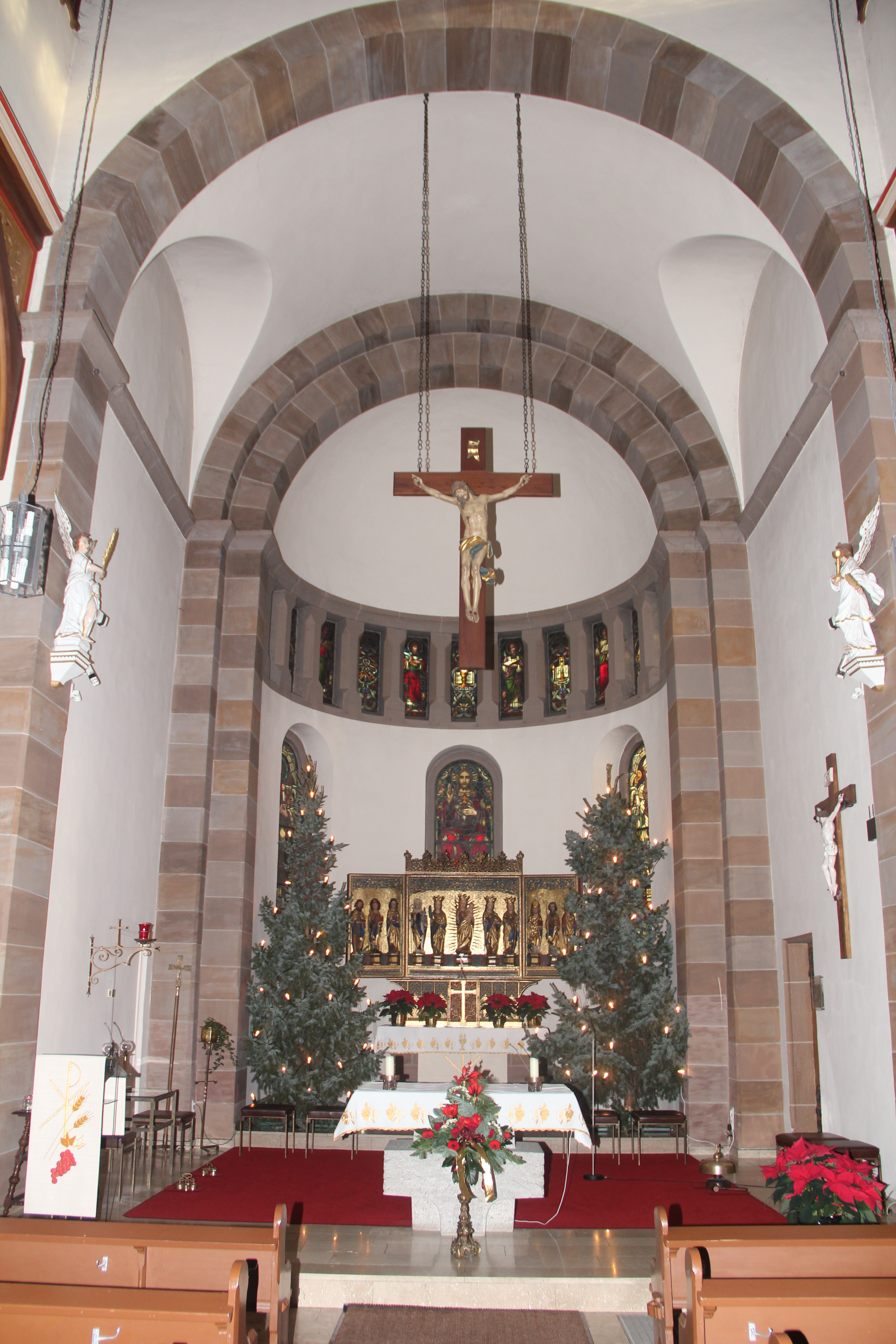
Chorraum der Kirche St. Andreas

Die katholische St.-Andreas-Kirche ist eine dreischiffige Basilika in neuromanischen Stil und 28 m hoch. Sie wurde von dem Hildesheimer Architekten Wilhelm Tochtermann in den Jahren 1872/1873 anstelle des baufälligen Vorgängerbaus aus dem Jahre 1522 erbaut. Der Außenbau der buntsandsteinernen Kirche zeichnet sich durch eine Lisenengliederung, rechteckig-lukenartige Obergadenfenster und einen polygonalen Turm mit spitzer Haube aus. Im Inneren der Kirche fallen besonders die hölzernen Arkaden auf. Sie bestehen aus überschlanken Polygonalpfeilern und Bögen mit ornamental durchbrochenen Zwickeln. An den Seitenschiffwänden finden sich sechs barocke Heiligenfiguren, die vermutlich aus der Duderstädter St.-Servatius-Kirche stammen. Daneben besitzt die Kirche einen dreiteiligen geschnitzten Flügelaltar aus dem Jahre 1500. Sein Ursprung ist in dem 1809 aufgehobenen Zisterzienserinnenkloster Teistungen zu finden. Die aus elf Figuren bestehende Altarplastik lässt auf eine hildesheimische Werkstatt schließen. In ihr sind die Figuren erhalten, Maria mit Kind im Strahlenkranz, welche von je zwei Heiligen flankiert wird. Einer von ihnen hält dabei das Modell der Teistungenburger Kirche in den Händen. Die Seitenflügel sind mit je drei männlichen Heiligen verziert. Ehe die Figuren 1873 auf den Schrein gestellt wurden, bildeten sie in Einzelaufhängung den Wandschmuck der Vorgängerkirche. Die Außenseiten der Altarflügel sind mit zwei Tafelgemälden geschmückt, welche die Dornenkrönung des Heiligen Andreas zeigen. Tabernakel und Predella sind neugotisch, während das Gesprenge und Schleierwerk historische Ergänzungen weniger noch erhaltener Originalteile darstellen. Seit dem 1. November 2014 gehört die Kirche zur Pfarrgemeinde St. Cyriakus mit Sitz in Duderstadt.

## Vereine
- Förderverein der verlässlichen Grundschule Mingerode e. V.
- Frauengemeinschaft Mingerode
- FC Mingerode 1920 e. V.
- Kolpingsfamilie
- Kyffhäuser Kameradschaft Mingerode e. V.
- Männergesangverein Mingerode
- Mingeröder Carnevals-Verein
- TC Grün-Weiß Mingerode
- Turnverein „Germania“ Mingerode 1911 e. V.
- Kulturverein Mingerode e. V.
- Mingerode 2030 e. V.

## Verkehr
Mingerode lag an der inzwischen stillgelegten Bahnstrecke Leinefelde–Wulften.